# 戴冕 (巴县人)
戴冕（？—？），字惟端，四川巴县（今重庆）人，是一名明朝政治人物。景泰元年庚午科四川鄉試舉人出身。
戴冕曾于1467年接替石玫任华亭县知县一职，1474年由宋端接任。